# Kofferwaage

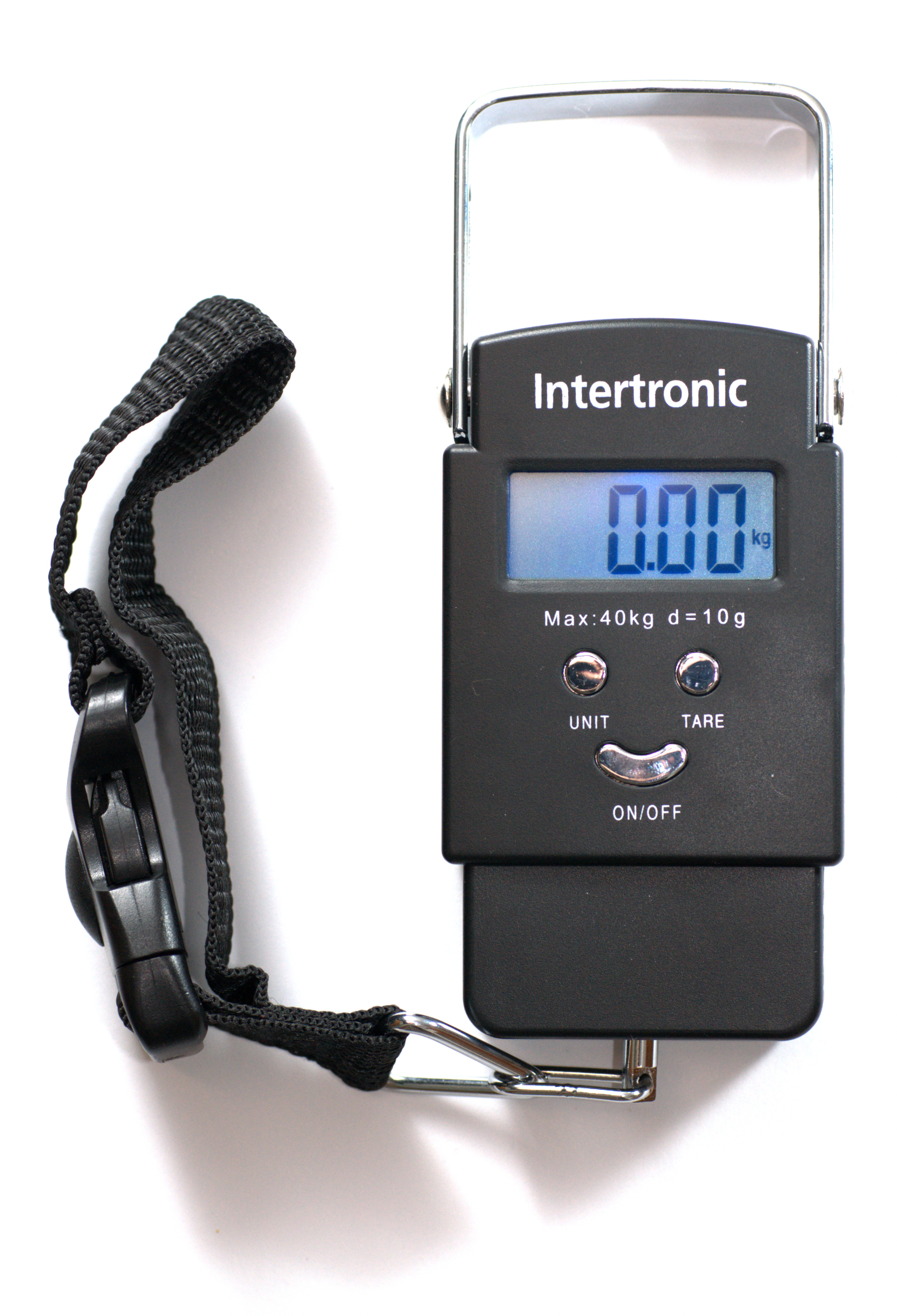
Kofferwaage

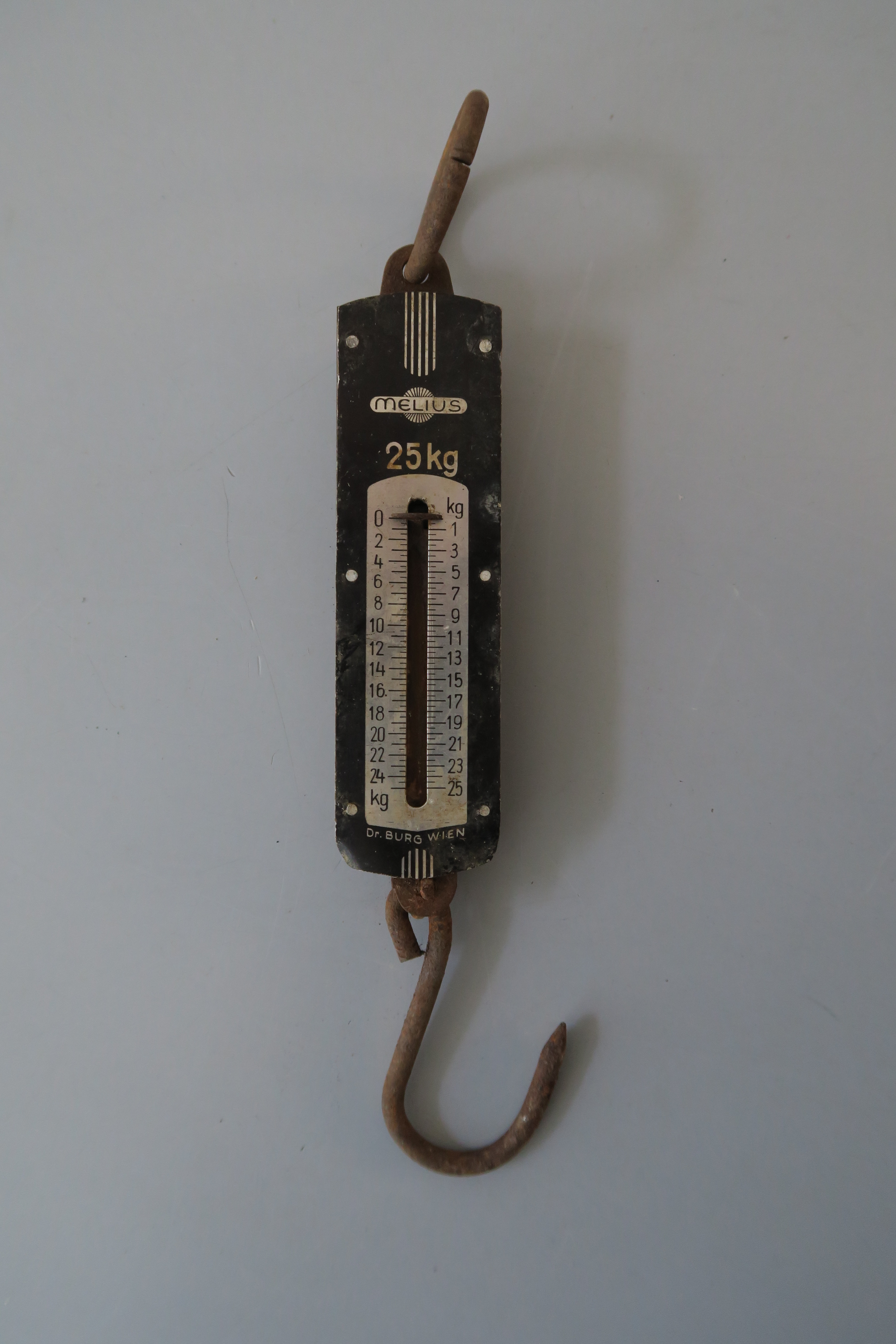
Alte analoge Kofferwaage

Eine Kofferwaage ist ein handliches Instrument zur Gewichtsmessung von Gegenständen. Das hauptsächliche Einsatzgebiet einer Kofferwaage ist auf Reisen. Sie dient dabei zur Ermittlung des Gepäckgewichts. Das ist entscheidend beim Transport via Flugzeug, da Fluggesellschaften gewisse Gepäckgrenzen haben, die man nicht überschreiten darf. Bei der Verletzung der Gewichtsgrenzen für Gepäck drohen Extra-Gebühren. Durch das Wiegen der Gepäckstücke mit einer Kofferwaage kann man Übergepäck bereits im Vorfeld einer Flugreise vermeiden. 
Die Art der Waage kann analog oder digital sein, wobei sich hier Messwertaufnahme und Anzeige unterscheiden können. Der Messbereich ist je nach Bauart unterschiedlich und reicht von 0 kg bis in der Regel mindestens 50 kg.
Weitere gängige Bezeichnungen sind Gepäckwaage, Hängewaage oder Reisewaage.